# アコースティック・アルケミー
アコースティック・アルケミー（Acoustic Alchemy）は、イギリス出身のアコースティック・ギター・デュオ、現在はバンドの形態をとっている。

## 来歴
オリジナル・メンバーはスティール弦ギターのニック・ウェブとナイロン弦ギターのサイモン・ジェイムス。1980年代初めに結成。1枚のアルバムを自主製作。その後サイモンがソロ活動に従事するようになり脱退、ウェブはグレッグ・カーマイケル (1953年8月7日 - )を加入させ、ウェブがスティール弦ギターを持ちバッキングを、カーマイケルがナイロン弦ギターを持ちメロディを弾くという形態となる。
ヴァージン・アトランティック航空の機内でのライブを切っ掛けにMCAと契約。1987年にアメリカでデビュー・アルバム『レッド・ダスト&スパニッシュ・レース』をリリース。ラジオを中心にヒットし、成功を収める。MCAでは『ナチュラル・エレメンツ』 (1988年)、『ブルー・チップ』 (1989年)とアルバムを残す。
1990年にMCAがジャズ・レーベルGRPを買収したことにより、GRPに所属変更。GRPでの初リリースは、同年発表の4作目となる『リファレンス・ポイント』。このアルバムはグラミー賞にノミネートされた。ジャズ・スタンダードの「テイク・ファイヴ」も収録されており、一風変わったアレンジの曲が聞ける。その後、MCA時代のアルバムもGRPで再発される。
1991年に『バック・オン・ザ・ケース』を発表、1992年に発表した『アーリー・アルケミー』はサイモンと組んでいた初期の作品を収録している。次いで『ザ・ニュー・エッジ』 (1993年)、『アゲインスト・ザ・グレイン』 (1994年)と発表していく。1996年発表の『アーケイナム』は彼等のセルフ・カバーアルバムとなり、ロンドンのパインウッド・スタジオで録音されたものである。
ほぼ1年ペースでアルバムを発表していたが、1998年2月5日にウェブが膵臓ガンで夭折。43歳。同年発表の『ポジティヴ・シンキング』が彼の遺作となるが、治療中だったためレコーディングには参加できず、作曲など演奏以外での参加となった。この時、ジョン・パーソンズとマイルズ・ギルダーデイルがギタリストとして参加している。なお、このアルバム全曲でウェブの名がクレジットされている。
2000年にレーベルをハイアー・オクターヴ（現在はEMI傘下）に移籍し、前作に参加したパーソンズとギルダーデイルを迎えてバンド形態に新生、『The Beautiful Game』を発表。元々の音楽性を残しながらも、コンテンポラリー・ジャズ（フュージョン）の色を強めた傾向がみられ、新しい音楽性を見出している。このアルバムでパーソンズが抜け、2001年発表の『AArt』にギルダーデイルが正メンバーとして残る。このアルバムはグラミー賞にノミネートされた。2003年発表の『Radio Contact』にはチャック・ローブをプロデューサーに迎えており、自身もギターで数曲参加している。また収録曲の「Little Laughter」は女性歌手を迎え初のフル・ボーカル曲となる。2005年に『American/English』を発表。今までの音楽性を崩さないながらも、また新たな手法で音楽性を広げている。なお、親元のEMIの意向によりCCCD仕様であるので注意。
2007年にナラダ・ジャズより『This Way』を発表。リック・ブラウンやジェフ・カシワ、ダウン・トゥ・ザ・ボーンのニール・カウリー (Neil Cowley) がゲストで参加している。
2011年にはレーベルをヘッズ・アップに移し、『Roseland』をリリースした。

## ディスコグラフィ

### アルバム
- 『レッド・ダスト&スパニッシュ・レース』 - Red Dust and Spanish Lace (1987年、MCA/GRP)
- 『ナチュラル・エレメンツ』 - Natural Elements (1988年、MCA/GRP)
- 『ブルー・チップ』 - Blue Chip (1989年、MCA/GRP)
- 『リファレンス・ポイント』 - Reference Point (1990年、GRP)
- 『バック・オン・ザ・ケース』 - Back on the Case (1991年、GRP)
- 『アーリー・アルケミー』 - Early Alchemy (1992年、GRP)
- 『ザ・ニュー・エッジ』 - The New Edge (1993年、GRP)
- 『アゲインスト・ザ・グレイン』 - Against the Grain (1994年、GRP)
- 『アーケイナム』 - Arcanum (1996年、GRP)
- 『ポジティヴ・シンキング』 - Positive Thinking... (1998年、GRP)
- The Beautiful Game (2000年、Higher Octave)
- AArt (2001年、Higher Octave)
- 『ヴェリー・ベスト・オブ・アコースティック・アルケミー』 - The Very Best of Acoustic Alchemy (2002年、GRP)
- Sounds of St. Lucia (2003年、Image Entertainment)
- Radio Contact (2003年、Higher Octave)
- American/English (2005年、Higher Octave)
- This Way (2007年、Narada Jazz)
- Roseland (2011年、Heads Up)
- Live in London (2014年、Onside Records)
- 33 1⁄3 (2018年、Onside Records)